# Эрмида, Эрнан
Эрнан Панчесо Эрмида (исп. Hernán Pancheso Hermida) более известный как Эдди Эрмида (англ. Eddie Hermida; род. 23 марта 1983 года, Кабимас, Венесуэла) — американский музыкант венесуэльского происхождения, автор текстов и песен. Вокалист групп Suicide Silence и All Shall Perish.

## Биография
Эрнан Панчесо Эрмида родился 23 марта 1983 года в Венесуэльском городе Кабимас, где рос с двумя сёстрами до 16 лет. Интерес к тяжёлой музыке Эдди проявлял ещё с 14 лет, под влиянием альбомов: Tomb of the Mutilated группы Cannibal Corpse, Vulgar Display of Power группы Pantera и Satisfaction Is the Death of Desire группы Hatebreed. В 1999 году, Эрнан с семьёй переехал в Сан-Франциско, Калифорния, где в 2003 году он создал свою первую группу Genmetal Grey, исполняющую смесь трэшкора и металкора. Группа успела записать один ЕР альбом Solitude. Это единственная запись, где Эдди поёт чистым вокалом. В 2006 году, после распада Gunmetal Grey, Эдди позвали петь в All Shall Perish, с которыми он в том же году записал альбом The Price of Existence. Альбомы Awaken the Dreamers и This Is Where It Ends были записаны в 2008 и 2011 годах. Так же, Эдди спел песню «Slaves to Substance», на концерте памяти Митча Лакера из Suicide Silence. 5 октября 2013 года, Эдди покинул состав All Shall Perish, чтобы заменить погибшего Митча Лакера в Suicide Silence. 15 апреля 2014 года было объявлено название нового альбома Suicide Silence You Can't Stop Me, который вышел 15 июля. Отыграв ряд концертов по всему миру в 2015 году, в 2016 группа начала записывать пятый альбом.. Так же, в 2015 году было объявлено о возвращении Эдди в All Shall Perish.

## Дискография

### All Shall Perish
- The Price of Existence (2006)
- Awaken the Dreamers (2008)
- This is Where it Ends (2011)

### Suicide Silence
- You Can't Stop Me (2014)
- Suicide Silence (2017)
- Become the Hunter (2020)
- Remember...You Must Die (2023)

### Как гостевой вокалист
- Antagony — Rebirth (2005)
- The Red Shore — Unconsecrated (2008)
- Here Comes The Kraken — Nu Beginning (2011)
- Resist the Thought — Sovereignty (2012)
- Iwrestledabearonce — Erase It All (2015)
- Black Tongue — Vermintide (2015)